# Dżakarta Południowa
Dżakarta Południowa (indonez. Jakarta Selatan) – miasto (kota) w ramach prowincji Dżakarta, zamieszkiwane przez 1 893 705 osób. Jest to trzecie pod względem liczby ludności miasto w granicach administracyjnych indonezyjskiej stolicy. Centrum administracyjnym miasta jest dzielnica Kebayoran Baru.

## Podział administracyjny
W skład Dżakarty Południowej wchodzi dziesięć dzielnic:

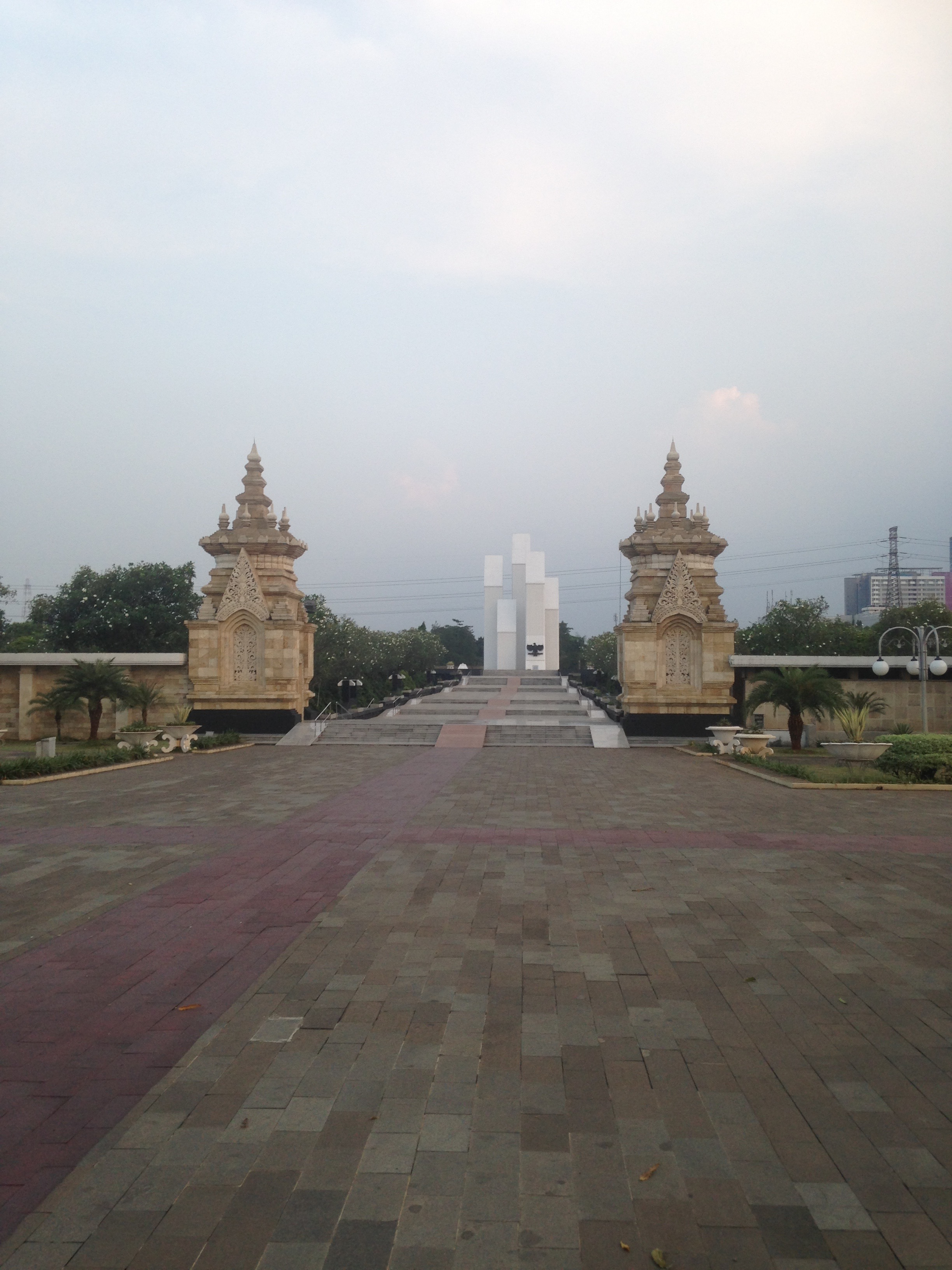
Brama główna Cmentarza Bohaterów Narodowych w Kalibacie (Pancoran)

- Kebayoran Baru
- Kebayoran Lama
- Pesanggrahan
- Cilandak
- Pasar Minggu
- Jagakarsa
- Mampang Prapatan
- Pancoran
- Tebet
- Setiabudi

## Ważne miejsca
- Sekretariat ASEAN
- Rezydencja pierwszego prezydenta Republiki Indonezji – Sukarno
- Siedziba giełdy
- Siedziba Indonezyjskiej Agencji Energii Atomowej (BATAN)
- Ogród zoologiczny Ragunan
- Indonezyjski Instytut Naukowy (LIPI)
- Cmentarz Bohaterów Narodowych w Kalibacie